# Tammelunds kyrka
Tammelunds kyrka (finska: Tammisalon kirkko) är en kyrka i Helsingfors. Den ritades av Lauri Silvennoinen, och invigdes februari 1966. Den används av Roihuvuoren seurakunta. Kyrkans glasmålning Pitkäperjantai (Långfredagen) designades 1970 av Erkki Heikkilä.